# 深夜版ラジオマンガ
深夜版ラジオマンガ（しんやばんラジオマンガ）は、1970年代に、TBSラジオで放送されたラジオドラマのシリーズ。

## 概要
里吉しげみの脚本による、劇団未来劇場の俳優や著名なゲスト陣らが織りなすラジオドラマ。放送時間は毎週日曜深夜。多くの番組で小島一慶がナレーターをつとめた。お色気シーンがあり、大人気を博す。

## シリーズ番組
- 『忍法西遊記』
- 1971年　マロニエロマン 『片目のダルタニアン』
- 1972年　戦国ロマン 『俺は日吉丸』
- 1973年　望郷ロマン 『明日は帰ろうオデッセイ』
- 1974年　幕末ロマン 幕末ロマン『竜馬の胸に赤いバラ』
- 1975年　脱獄ロマン 『走れダンテス』
- 1976年　フライドチキンウェスタン 『センチメンタルトマホーク』
- 1977年　股旅メルヘン 『恋時雨国定忠次』
- 1978年　英国番外地 『夕焼けのロビンフッド』
- 『シラノ・ド・ベルジュラック』
- シェイクスピア名作劇場『ロミオとジュリエット』
- シェイクスピア名作劇場『オセロ』
- シェイクスピア名作劇場『ヴェニスの商人』
- シェイクスピア名作劇場『マクベス』
- シェイクスピア名作劇場『リア王』

## 出演者

### シリーズ常連出演者
- 水森亜土
- 野沢那智
- 白石冬美
- 内海賢治
- 恒吉雄一
- 朝比奈尚行